# Rezerwat przyrody „Poronajskij”
Rezerwat przyrody „Poronajskij” (ros. Государственный природный заповедник «Поронайский») – ścisły rezerwat przyrody (zapowiednik) w Rosji położony w rejonie poronajskim w obwodzie sachalińskim. Jego obszar wynosi 566,94 km², a strefa ochronna wokół rezerwatu 445,68 km² (w tym wody morskie 173 km²). Rezerwat został utworzony dekretem rządu Rosyjskiej Federacyjnej Socjalistycznej Republiki Radzieckiej z dnia 30 marca 1988 roku. Siedziba dyrekcji mieści się w miejscowości Poronajsk.

## Opis
Rezerwat znajduje się na wschodnim wybrzeżu wyspy Sachalin i składa się z dwóch części:
- południowego fragmentu Niziny Tym-Poronajskiej nad Zatoką Tierpienija, położonej między Górami Zachodniosachalińskimi a Górami Wschodniosachalińskimi,
- południowego fragmentu Gór Wschodniosachalińskich znajdujących się na Półwyspie Tierpienija i zakończonego Przylądkiem Tierpienija[2][3].

## Flora
Flora rezerwatu obejmuje 460 gatunków. Ponad 70% jego powierzchni pokrywa las. Zbocza gór pokryte są tajgą, którą tworzą jodły z gatunku Abies sachalinensis, świerki ajańskie, a także brzozy Ermana i zarośla sosny karłowej. Miejscami występuje tundra górska. Na przybrzeżnych tarasach tajgę zastępuje krzewy i łąki. Rezerwat posiada rozgałęzioną sieć rzeczną oraz znaczną liczbę jezior typu lagunowego.

## Fauna
Fauna liczy około 440 gatunków, w tym 4 gatunki płazów i gadów, około 200 gatunków ryb, 184 gatunki ptaków i około 50 gatunków ssaków. Na Przylądku Tierpienija znajduje się duża kolonia ptaków morskich.
Typowymi mieszkańcami rezerwatu są jaszczurki żyworodne, piżmowce syberyjskie z gatunku Mochus moschiferus sachalinensis, renifery tundrowe z gatunku Rangifer tarandus phylarchus, żaby z gatunku Rana amurensis, burunduki syberyjskie, wydry europejskie, niedźwiedzie brunatne, sobole tajgowe. 
Ptaki żyjące w rezerwacie to m.in. jarząbek zwyczajny, orzechówka zwyczajna, krzyżówka, głuszec czarnodzioby, kulik syberyjski, nurzyk polarny, mewa trójpalczasta, mewa japońska, rybitwa aleucka, borowiak syberyjski, rybołów, mandarynka, bielik, sokół wędrowny. 
W rezerwacie znajduje się 8 gatunków zwierząt wpisanych do Czerwonej księgi gatunków zagrożonych (IUCN). 